# Chaetodon ephippium
El pez mariposa Chaetodon ephippium es un pez marino, de la familia de los Chaetodontidae. 
Su nombre común en inglés es Saddle butterflyfish, o pez mariposa sillín. Es una especie abundante y ampliamente distribuida en aguas tropicales del océano Indo-Pacífico. Se comercializa en el mercado de acuariofilia.

## Morfología
Posee la morfología típica de su familia, cuerpo ovalado y comprimido lateralmente. El perfil lateral es claramente cóncavo. 
La coloración general del cuerpo es gris amarillento, con una gran mancha negra, rodeada en la parte inferior por una amplia banda blanca. En la parte inferior de los laterales del cuerpo, tiene una serie de líneas onduladas azules. La boca y la zona inferior de la cabeza y cuello son amarillas. Los adultos tienen un filamento, que se extiende hacia atrás desde la parte blanda del final de la aleta dorsal. El hocico mide entre 55 y 66 mm.
Tiene entre 12 y 14 espinas dorsales, entre 21 y 25 radios blandos dorsales, 3 espinas anales, entre 20 o 23 radios blandos anales, y de 15 a 17 radios blandos en las aletas pectorales.
Alcanza los 30 cm de largo.

## Hábitat
Suele verse, tanto en arrecifes exteriores, como en lagunas más resguardadas, ricas en crecimiento coralino. Los juveniles se resguardan en zonas protegidas de arrecifes interiores. Normalmente se ven solos, en parejas o en pequeños grupos. Los juveniles usualmente solitarios y los adultos en parejas. Es una especie común.
Su rango de profundidad está entre 0 y 30 metros.

## Distribución geográfica
Se distribuye en aguas tropicales del océano Indo-Pacífico. Es especie nativa de Australia; China; Cocos; Islas Cook; Filipinas; Fiyi; Guam; Hawái; isla Howland-Baker; Indonesia; Japón; isla Johnston; Kiribati; isla de la Línea; Malasia; islas Marianas del Norte; islas Marshall; Micronesia; Nauru; isla de Navidad; Niue; Nueva Caledonia; Palaos; Papúa Nueva Guinea; Polinesia Francesa; Islas Salomón; Samoa; Samoa Americana; Sri Lanka; Taiwán; Tokelau; Tonga; Tuvalu; Vanuatu; isla Wake y Wallis y Futuna.

## Alimentación
Se alimenta de algas filamentosas, corales, huevos de peces y pequeños invertebrados bénticos.

## Reproducción
Son dioicos, o de sexos separados, ovíparos, y de fertilización externa. El desove sucede antes del anochecer. Forman parejas durante el ciclo reproductivo, pero no protegen sus huevos y crías después del desove.

## Galería

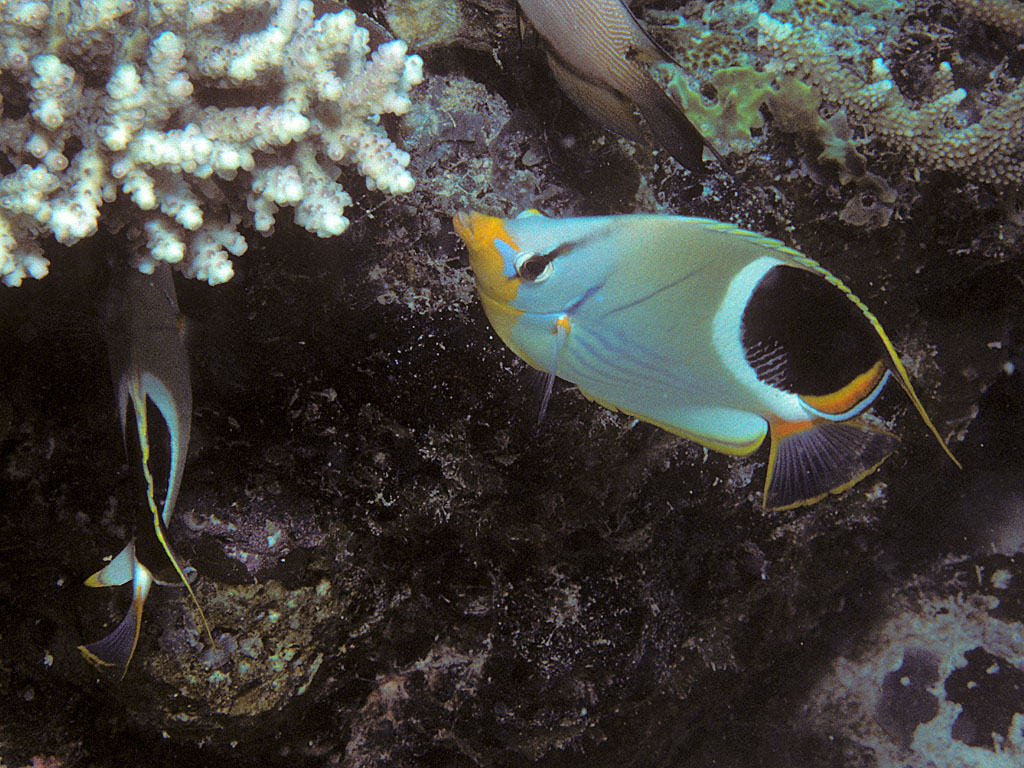
Chaetodon ephippium alimentándose en Acropora, en Sulawesi, Indonesia.
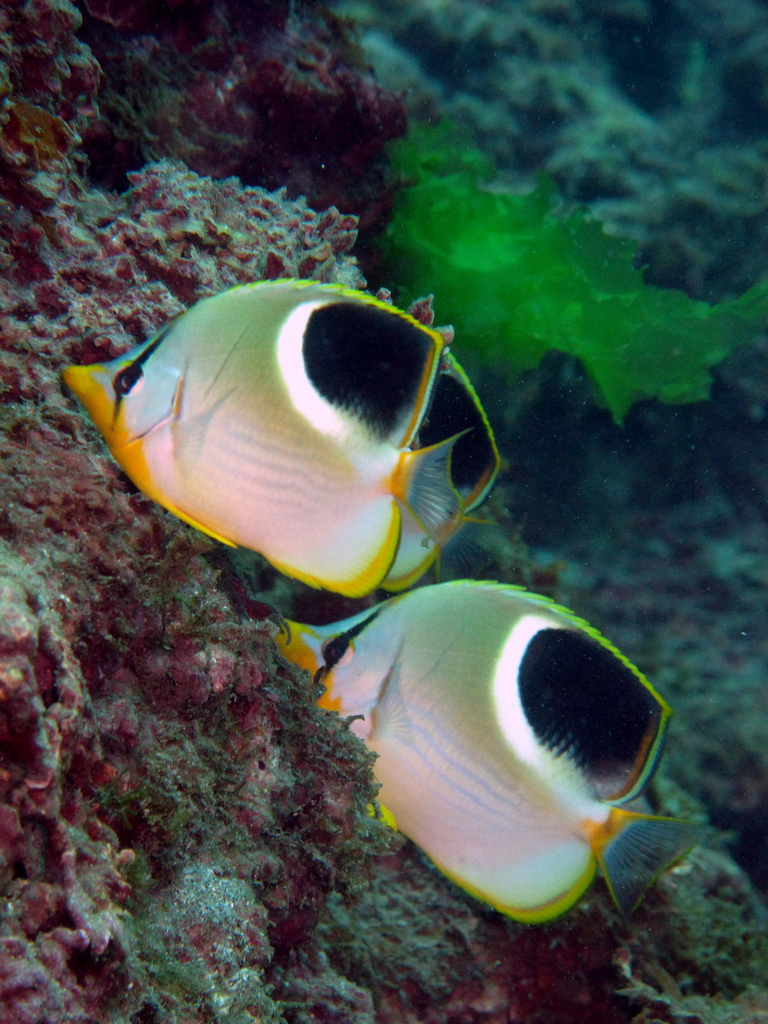
Pareja de Chaetodon ephippium, en Taiwán
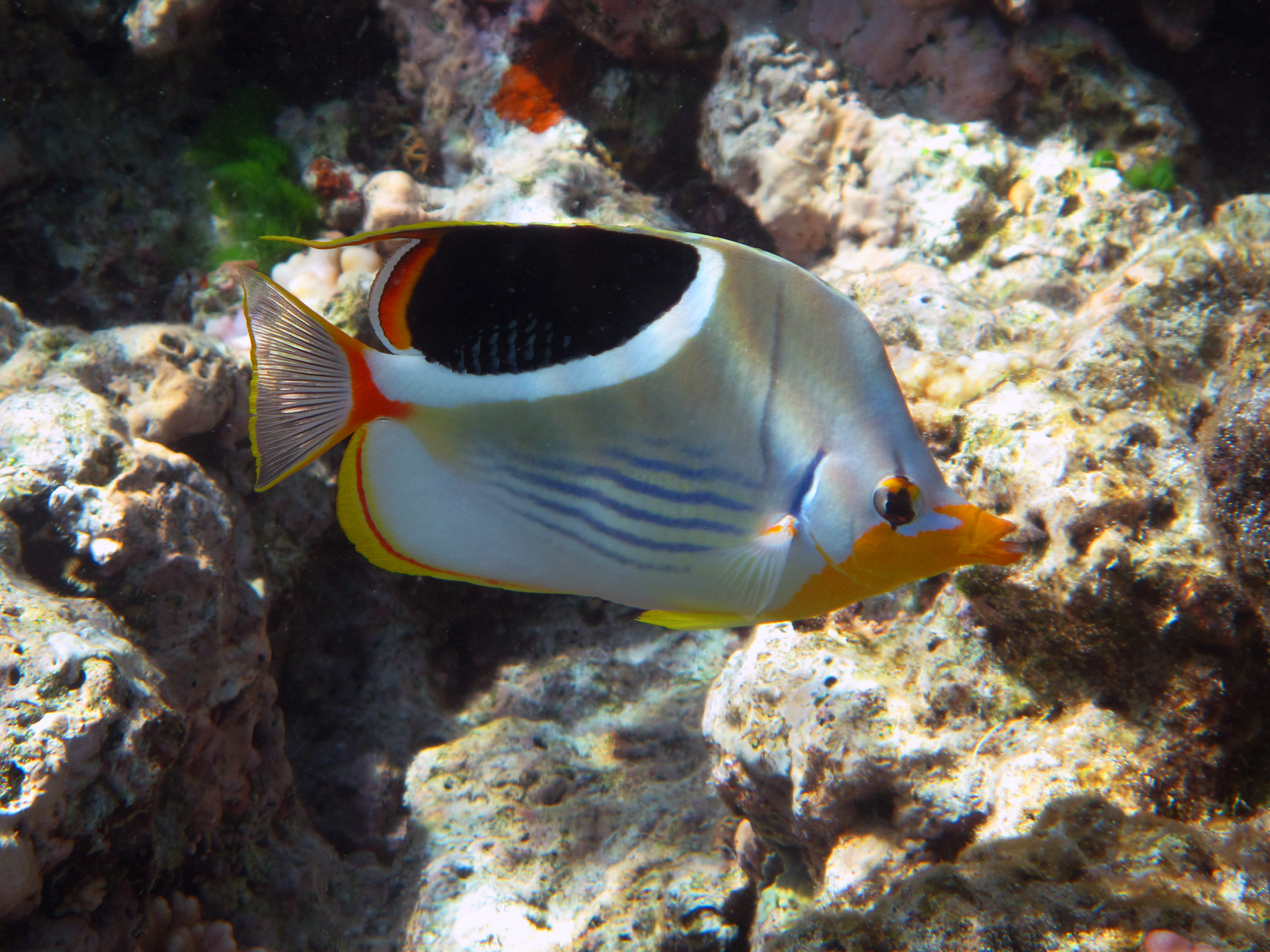
C. ephippium en la Gran Barrera de Arrecifes,  Australia
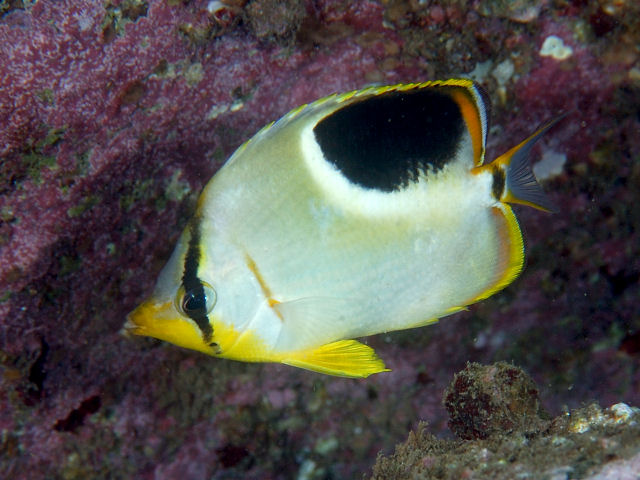
C. ephippium en Izu, Japón
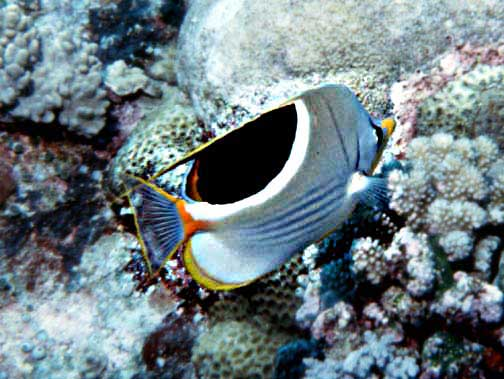
C. ephippium
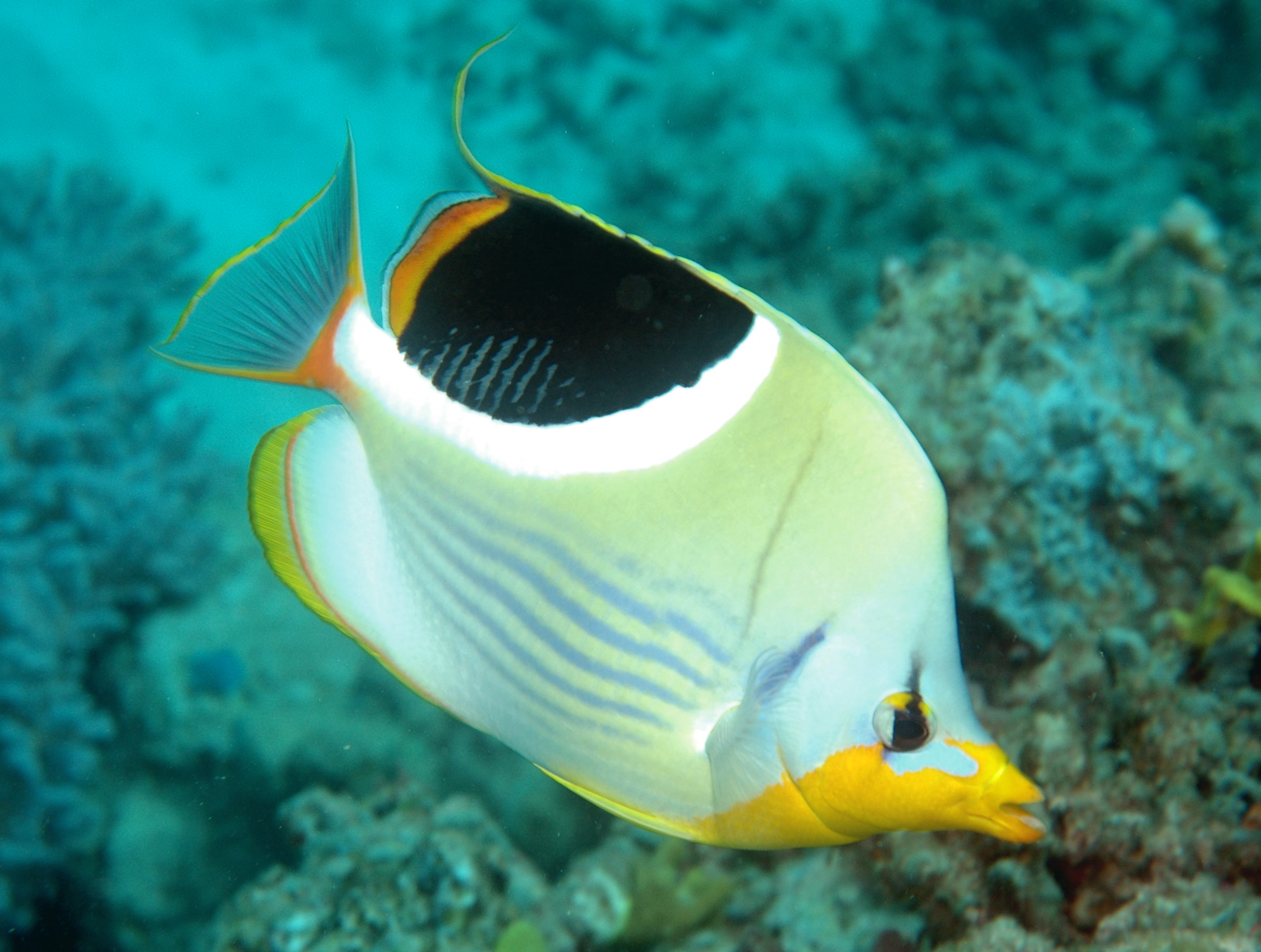
C. ephippium en la Gran Barrera de Arrecifes